# A4 (Servië)
De A4 of Autoput 4 is een autosnelweg in Servië. De snelweg loopt van Niš tot de grens met Bulgarije in Dimitrovgrad en is 107 kilometer lang. Het eerste deel van de A4 werd geopend in 2017. In Bulgarije zal de weg aansluiten op de A6.

A1 · 
A2 · 
A3 · 
A4 · 
A5 · 
A6 · 
A7 ·
A8 ·
A9 ·